# Begonia × ottoniana
Begonia × ottoniana es una especie de planta perenne perteneciente a la familia Begoniaceae. 
Es un híbrido compuesto por Begonia conchifolia A.Dietr. × Begonia coriacea Hassk.

## Taxonomía
Begonia × ottoniana fue descrita por (Regel) A.DC.   y publicado en Prodromus Systematis Naturalis Regni Vegetabilis 15(1): 399. 1864.
Etimología
Begonia: nombre genérico, acuñado por Charles Plumier, un referente francés en botánica, honra a Michel Bégon, un gobernador de la excolonia francesa de Haití, y fue adoptado por Linneo.
ottoniana: epíteto
Sinonimia
- - Gireoudia × ottoniana Regel[2]
  - Begonia hasskarlii Zollinger & Moritzi, Syst. Verzeich. 31. 1846.
  - Begonia hernandiifolia Hook., Bot. Mag. 70: pl. 4676. 1852.
  - Begonia junghuhniana Miq., Pl. Jungh. 4: 418, "1855". 1857.
  - Begonia junghuhniana f. acutifolia Miq. ex Koorders, Exkursionsflora Java 2:644. 1912, nom. inval.
  - Begonia peltata Hassk., Tijdschr. Nat. Gescheid. (Hoeven & de Vriese) 10 :133. 1843, non Otto & Dietr. (1841).
  - Begonia umbilicata Planch., Fl. des Serres I. 8: sub. pl. 810. 1853.
  - Mitscherlichia coriacea (Hassk.) Klotzsch. Abh. Königl. Akad. Wiss. Berlin 1854: 194. 1854 .